# Geiningen (Waldbröl)
Geiningen ist eine Ortschaft in der Stadt Waldbröl im Oberbergischen Kreis im südlichen Nordrhein-Westfalen (Deutschland) innerhalb des Regierungsbezirks Köln.

## Lage und Beschreibung
Der Ort liegt 6,3 Kilometer nordöstlich des Stadtzentrums von Waldbröl.

## Geschichte

### Erstnennung
1467 wurde der Ort das erste Mal urkundlich erwähnt und zwar „Geyningen wird bei einem bergischen Grenzumgang genannt.“
Schreibweise der Erstnennung: Geyningen

## Bus- und Bahnverbindungen

### Linienbus
Haltestelle: Geiningen
- 341 Waldbröl, Morsbach Busbf. (OVAG)